# Виртуальный хостинг
Виртуальный хостинг (англ. shared hosting) — вид хостинга, при котором множество веб-сайтов расположено на одном веб-сервере. Это самый экономичный вид хостинга, подходящий для небольших проектов.
Обычно каждый веб-сайт расположен на своём собственном разделе веб-сервера, но они все вместе пользуются одним и тем же программным обеспечением.

## Реализация
Существует два основных метода реализации доступа к веб-сайтам:
- по имени (также называемый англ. shared IP hosting), когда все веб-сайты используют один общий IP-адрес. Согласно протоколу HTTP/1.1, веб-браузер при запросе к веб-серверу указывает доменное имя веб-сайта в поле Host заголовка текущего запроса, и веб-сервер использует его для правильного выполнения запроса, а также копирует это имя в ячейку [HTTP_HOST] суперглобального массива $_SERVER.
- по IP-адресу (также называемый англ. dedicated IP hosting), при котором у каждого веб-сайта есть собственный IP-адрес, а веб-сервер имеет несколько физических или виртуальных сетевых интерфейсов.

## Возможности
Виртуальный хостинг как услугу сравнивают и описывают по количественным ограничениям:
- размер дискового пространства
- количество месячного трафика
- количество сайтов, которые можно разместить в рамках хостинга как одной услуги
- количество баз данных и количество места под базы данных
- количество почтовых ящиков и FTP-аккаунтов

качественным ограничениям:
- свободные ресурсы CPU, оперативной памяти, которые влияют на быстродействие сервера

В связи с тем, что на таком сервере обычно находится очень много разных сайтов, нагрузка весьма непропорциональна и некоторые хостеры ограничивают ресурсы сервера (в основном CPU) для скриптов пользователя.
Одним из важных критериев выбора хостинга является используемая операционная система (ОС), поскольку от этого зависит программное обеспечение, которое будет поддерживать функциональность тех или иных сервисов.
Для организации услуги виртуального хостинга используются серверы, работающие под управлением ОС Unix, например, FreeBSD, GNU/Linux, а также под управлением ОС Windows. Таким образом, услугу виртуального хостинга можно разделить на две группы: UNIX/Linux-хостинг и Windows-хостинг.

## UNIX/Linux-хостинг
UNIX/Linux-хостинг — это хостинг, который реализован на сервере, работающем под управлением ОС UNIX или Linux. Одними из самых популярных систем считаются FreeBSD, RedHat Enterprise Linux, Ubuntu, Fedora, Debian.
Данный вид хостинга получил широкое распространение среди хостинг-провайдеров из-за того, что большинство операционных систем, построенных на UNIX и Linux, являются бесплатными. Поэтому стоимость подобного хостинга для конечных клиентов немного ниже, так как провайдерам не нужно отчислять комиссию за лицензию на пользование операционной системой.
Основные технологии, поддерживаемые на UNIX/Linux-хостинге:
- веб-сервер Apache
- веб-сервер Nginx
- FastCGI/CGI
- сервер баз данных MySQL
- сервер баз данных PostgreSQL
- PHP
- Perl
- Server Side Includes (SSI)
- доступ по протоколу SSH
- управление веб-сервером через файл .htaccess (для Apache)

## Windows-хостинг
Windows-хостинг — это хостинг, который реализован на сервере, работающим под управлением ОС Windows. В настоящее время самыми распространенными версиями являются Windows Server 2008 R2 и Windows Server 2003 (постепенно заменяется версией Windows Server 2008 R2). 01 августа 2012 г. завершена разработка новой версии Windows Server 2012.
Основные технологии, поддерживаемые на Windows-хостинге:
- веб-сервер Internet Information Services (IIS)
- ASP (Active Server Pages)
- ASP.NET
- ASP.NET MVC
- FastCGI/CGI
- сервер баз данных MySQL
- СУБД Microsoft Access
- сервер баз данных Microsoft SQL Server
- PHP
- Perl
- Server Side Includes (SSI)
- управление веб-сервером через файл web.config

Отличительной особенностью Windows-хостинга является, то, что на нём работают как технологии, разработанные Microsoft (ASP.NET, MS SQL и т. п.), так и технологии, которые изначально создавались под UNIX/Linux-хостинг (PHP, MySQL и т. п.). В последние годы компания Microsoft и разработчики веб-сервера IIS уделяют много внимания поддержке работы PHP на ОС Windows и на веб-сервере IIS. Предпринимаемые программные решения во многом позволили достичь соизмеримой скорости работы движка PHP на платформе Windows, аналогично работе на платформе UNIX/Linux.
Тарифные планы Windows-хостинга стоят немного дороже тарифных планов UNIX/Linux-хостинга, так как хостинг-провайдерам необходимо платить за использование коммерческого ПО и ОС.
Услуги Windows-хостинга имеют право оказывать только те компании или частные предприниматели, которые обладают специальной лицензией компании Microsoft, так называемым SPLA-соглашением (Services Provider License Agreement). Согласно данному соглашению, компании или частные предприниматели должны приобретать специальные лицензии на ОС и ПО, которое они предоставляют клиентам при оказании услуги хостинга, то есть для оказания услуги Windows-хостинга не достаточно просто купить лицензионное ПО Microsoft, необходимо заключать специальное лицензионное соглашение и отчислять соответствующую плату за его использование.
Таким образом, при выборе хостинг-провайдера, предоставляющего Windows-хостинг, следует обращать внимание на наличие подобного SPLA-соглашения. Его наличие гарантирует, что сайт, размещенный на таком хостинге, будет работать на лицензионной версии ОС и ПО, система будет своевременно обновляться, будет максимально защищена от наличия вредоносных программ и т. п.